# 冯子珮
冯子珮（1914年—），男，浙江慈溪人，中国机械工程专家，曾任第一重型机器厂副总工程师，机械工业部机械工业出版社副总编辑。